# Bigg Snoop Dogg Presents…Welcome to tha Chuuch: Da Album
Bigg Snoop Dogg presents...Welcome to tha Chuuch: Da Album je kompilacija raznih izvođača, a glavni producent je Snoop Dogg.
U pjesmama 1 i 10 gost je Mira Craig koja je poznatija u Norveškoj.
Na Billboard 200 album je zauzeo 184 poziciju s prodajom od 15,074 primjeraka.

## Popis pjesama
1. "Sisters N Brothers" - J. Black zajedno s Mira Craig, Snoop Dogg
  - Producent Jelly Roll
2. "Shake That Shit" - Tiffany Foxx sa Snoopom Doggom i Youngom Waltom
  - Producent Terrace Martin
3. "Just The Way You Like It" - 9 Inch Dix sa Snoopom Doggom, Soopaflyjem, Lilom Halfom Deadom
  - Producent Soopafly
4. "Remember Me" - James
  - Producent Larrance Dopson
5. "Real Soon" - D.P.G.C. sa Snoopom Doggom, Dazom, Kuruptom i Nateom Doggom
  - Producent Battlecat
6. "Sunshine" - J. Black
  - Producent Terrace Martin & Marlon Williams
7. "Can't Find My Panties" - Tiffany Foxx
  - Producent L.T. Hutton
8. "We West Coast" - D.P.G.C. sa Snoopom Doggom, Dazom i Kuruptom
  - Producent Josef Leimberg
9. "Dinner In Bed" - Mira Craig
  - Producent Mira Craig i Kacey Phillips
10. "If" - Wendi & YN sa Snoopom Doggom i J. Blackom
  - Producent Terrace Martin
11. "Notorious DPG" - Lady Of Rage zajedno s Kurupt & RBX
  - Producent Battlecat & Josef Leimberg
12. "Smokin' All My Bud" - 9 Inch Dix sa Snoopom Doggom, Lilom Halfom Deadom, Uncleom Reom i Shonom Lawonom
  - Producent Shon Lawon
13. "Shine" - Mykestro
  - Producent Battlecat

## Top liste
| Billboard 200 | Top R&B/Hip-Hop Albums | Top Independent Albums |
| # 184         | # 36                   | # 8                    |